# Anna Saliente i Andrés
Anna Saliente i Andrés (Barcelona, 28 d'agost de 1991) és una sociòloga i activista política catalana.
Va estudiar sociologia a la Universitat Autònoma de Barcelona on va començar a militar en moviments estudiantils com l'Assemblea de Polítiques i Sociologia.
Ha treballat al col·lectiu feminista Genera, centrat en la defensa dels drets de les dones que exerceixen la prostitució. És membre del Comitè de Defensa de la República d'Horta.
El 2013 va començar com a militant a la CUP d'Horta-Guinardó. Va ser membre del secretariat municipal d'aquest partit a Barcelona, la CUP - Capgirem Barcelona. També és membre de l'organització Endavant (OSAN).
El febrer de 2019 va ser escollida per a encapçalar la candidatura per Barcelona de la CUP a les eleccions locals de 2019. Tot i les expectatives, a les eleccions, la CUP va quedar lluny d'arribar al 5% de vots necessaris per obtenir representació i va perdre els tres regidors que tenia.